# Le Lac maudit
Le Lac maudit (Les Aventures de Vick et Vicky : L'Héritage de Sherlock Holmes, Bruno Bertin, 2017, France) est le vingt deuxième album de bande dessinée des Aventures de Vick et Vicky.

## Synopsis
Au cours de leurs vacances à Édimbourg, Vick, Vicky et leurs amis scouts de la patrouille des Loups blancs font la connaissance d'un jeune écossais, Bruce. Ce dernier, visiblement poursuivi par un homme, leur confie un étrange objet en leur demandant de le remettre à son père Sir Mac Blum qui vit dans un château... Les jeunes touristes vont faire une rencontre étrange dans un pub, avoir des avertissements... Finalement ils vont se retrouver mêlés à une malédiction relative au trésor d'un roi déchu.

## Personnages
Héros principaux
- Vick : tantôt de bonne ou de mauvaise humeur, c'est le héros de la série et le chef de la bande. Il habite Rennes.
- Vicky : chien de Vick, désigné mascotte de la patrouille des Loups Blancs, Vicky est un personnage important dans les aventures. Il aide régulièrement les enfants à se sortir de situations difficiles.

Scouts de la patrouille des Loups Blancs
- Marine : fille aux allures de garçon manqué, elle a du caractère, est curieuse et réfléchie, elle s'intéresse à l'archéologie.
- Marc : garçon intelligent, curieux, bon caractère, amical, gourmand, il aime rigoler.
- Angelino : garçon rêveur, paresseux, endormi, gourmand. Il n'aime pas l'effort.

Personnages de l'histoire
- Bruce : fils de Sir Mac Blum
- Sir Mac Blum : châtelain, propriétaire de Sheep Castle
- James : majordome au service de Sir Mac Blum
- Mister Burk : vieux fou qui se fait remarquer au pub il est issu d'une riche famille d'Écosse ruinée, c'est un ancien trader
- William : complice de Mister Burk, agresseur de Bruce à Édimbourg
- Duncan et Murdoc : clients du pub et policiers en mission
- Mister Smith : agent des brigades financières

## Lieux visités
Les jeunes détectives se rendent en Écosse. À Édimbourg, ils contemplent une statue de Sherlock Holmes érigée à côté de la maison natale de Sir Arthur Conan Doyle. Le lecteur reconnait le Calton Hill et l'Hôtel Balmoral avec son horloge, situé sur Princes Street.
Ils continuent leur périple à Sheep Castle, un lieu imaginaire situé dans la lande écossaise.

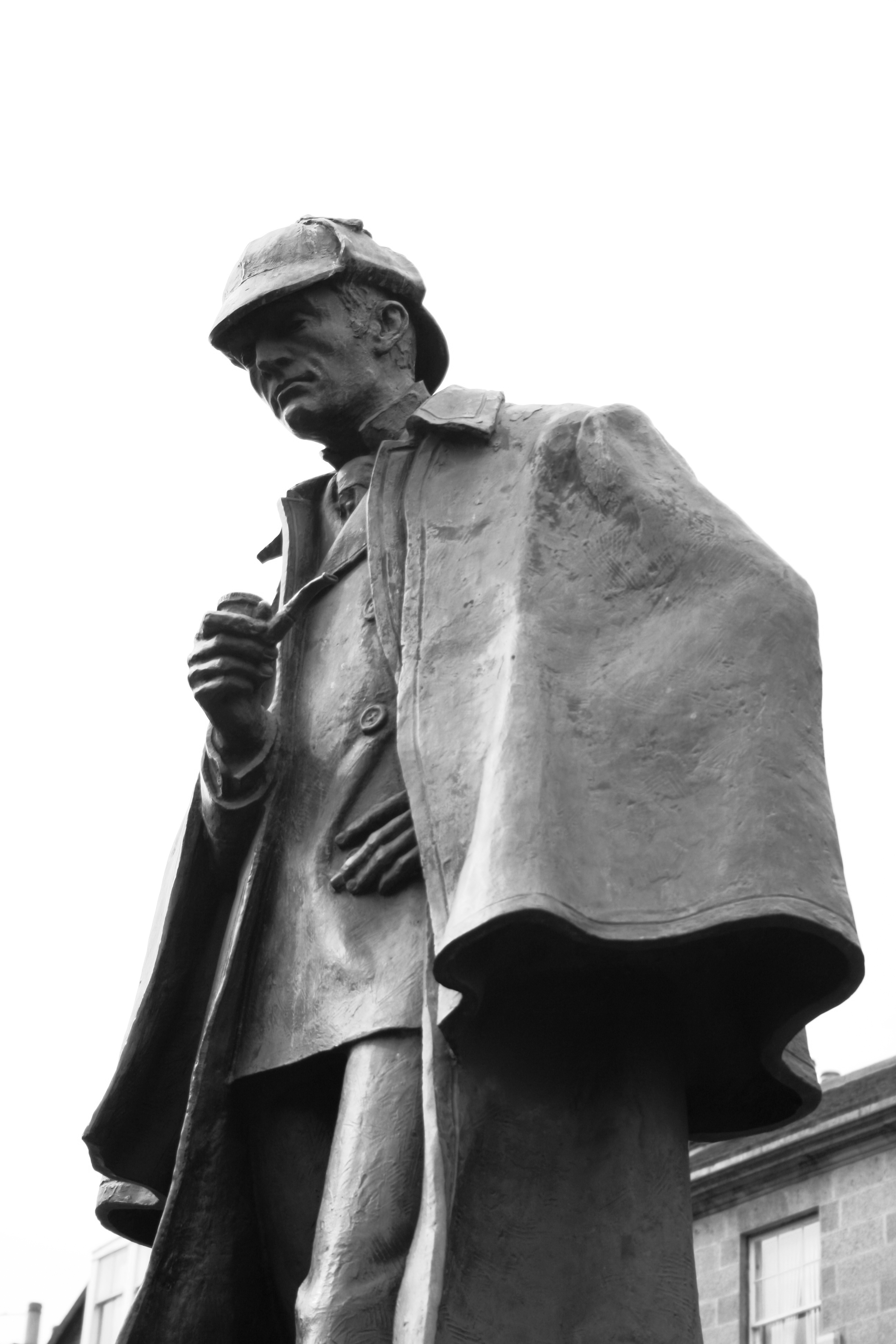
Statue de Sherlock Holmes à Édimbourg
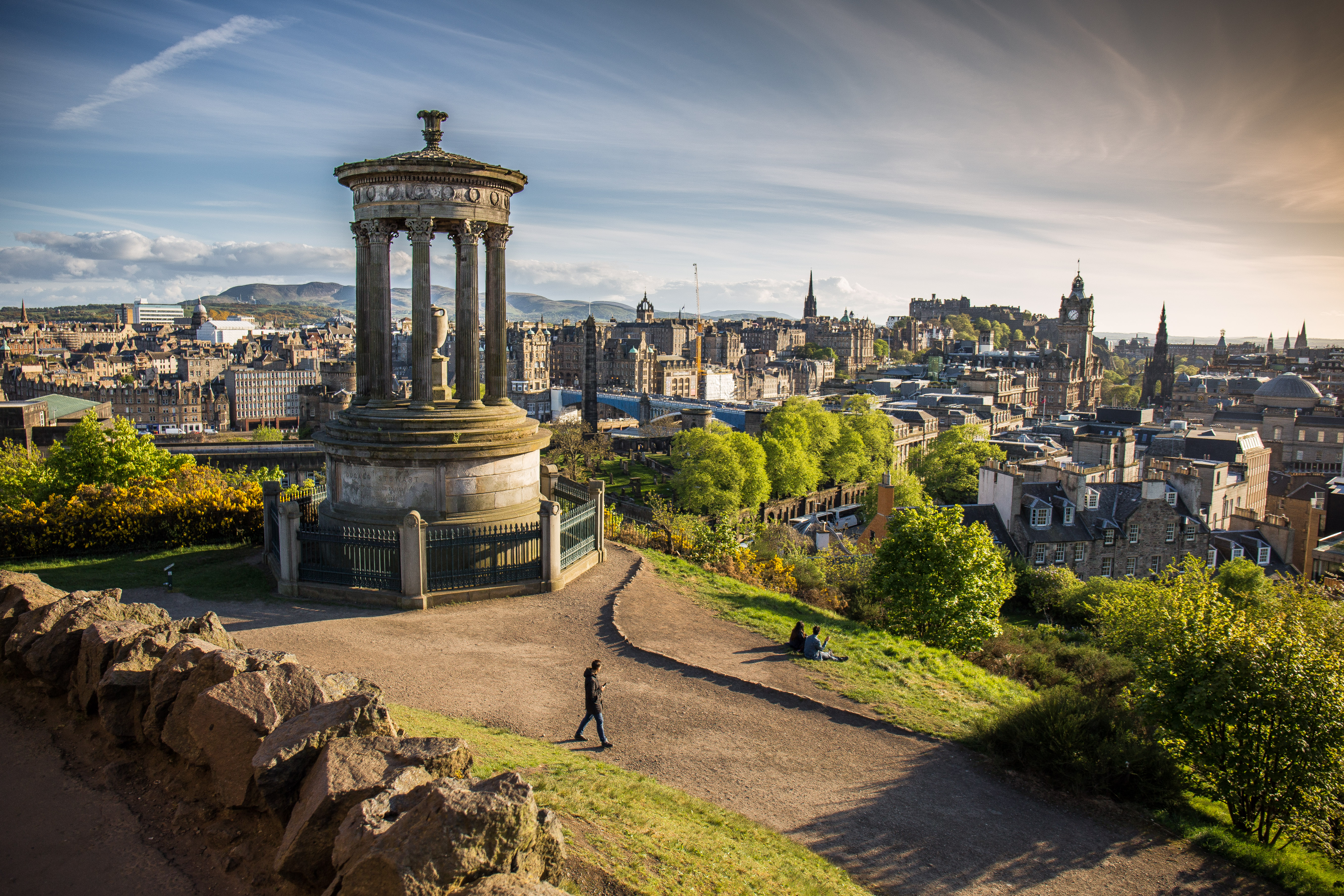
Vue du centre d'Édimbourg depuis Calton Hill
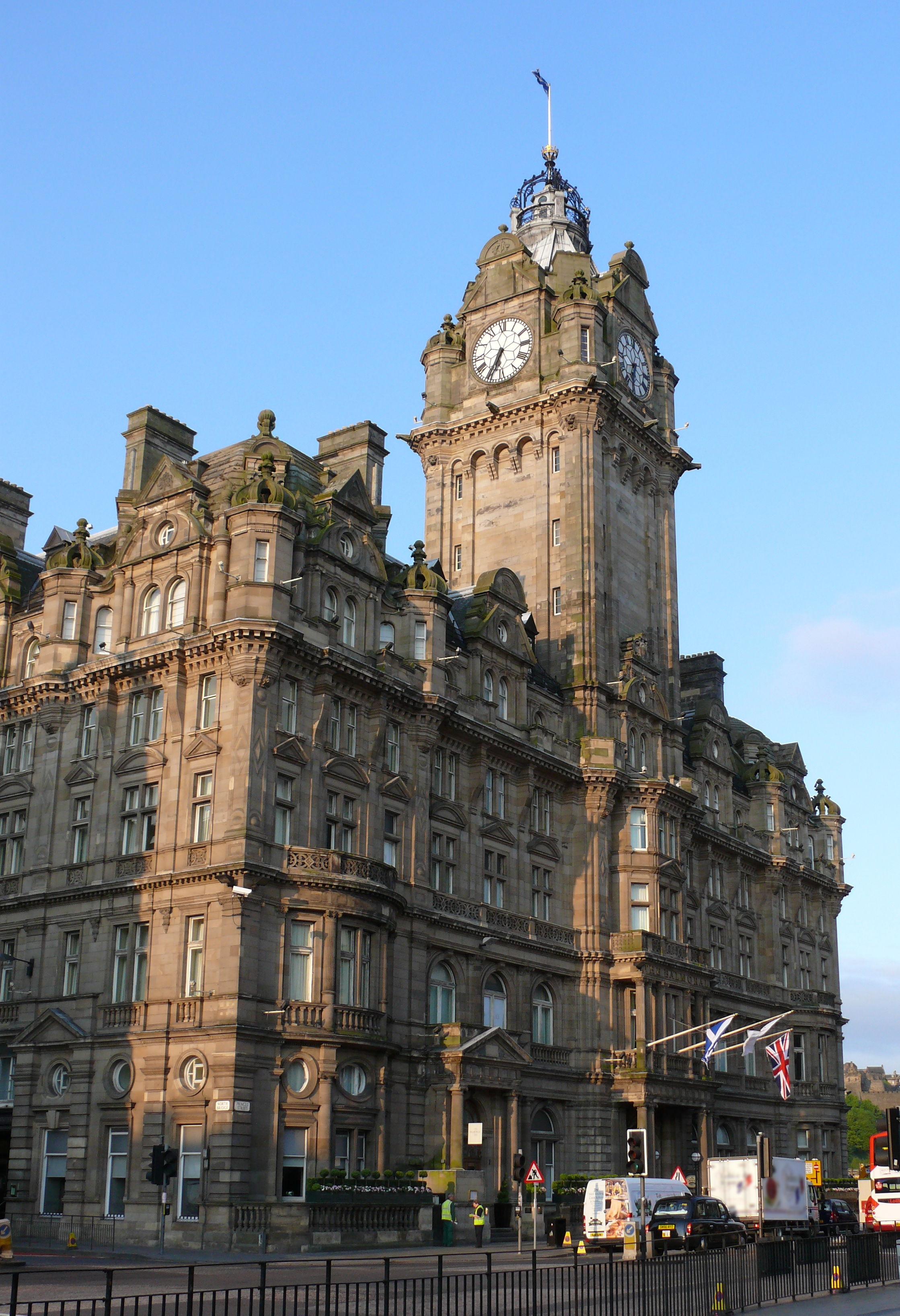
L'Hôtel Balmoral, palace 5 étoiles

## Autour de l'œuvre
L'album est dédié à Dominique Nohain et à son "oiseau de bonheur". Dominique Nohain (1925-2017), acteur, dramaturge, scénariste et metteur en scène français, était un ami de Bruno Bertin.
Marc a très envie de manger le haggis, un plat traditionnel écossais consistant en une panse de brebis farcie d'un hachis à base de viande, traditionnellement des abats de mouton, et d'avoine.
Dans un pub, deux hommes à table discutent au sujet d'une série de bande dessinée d'heroic fantasy, Marlysa, créée par Jean-Charles Gaudin et Jean-Pierre Danard. Jean-Charles Gaudin signera le scénario du tome 23 des aventures de Vick et Vicky : Cap sur Saint-Malo : le pirate.
Des pages documentaires à la fin de l'album traitent de l'histoire de l'Écosse, du drapeau, du costume traditionnel, des spécialités culinaires, du glass float (en)

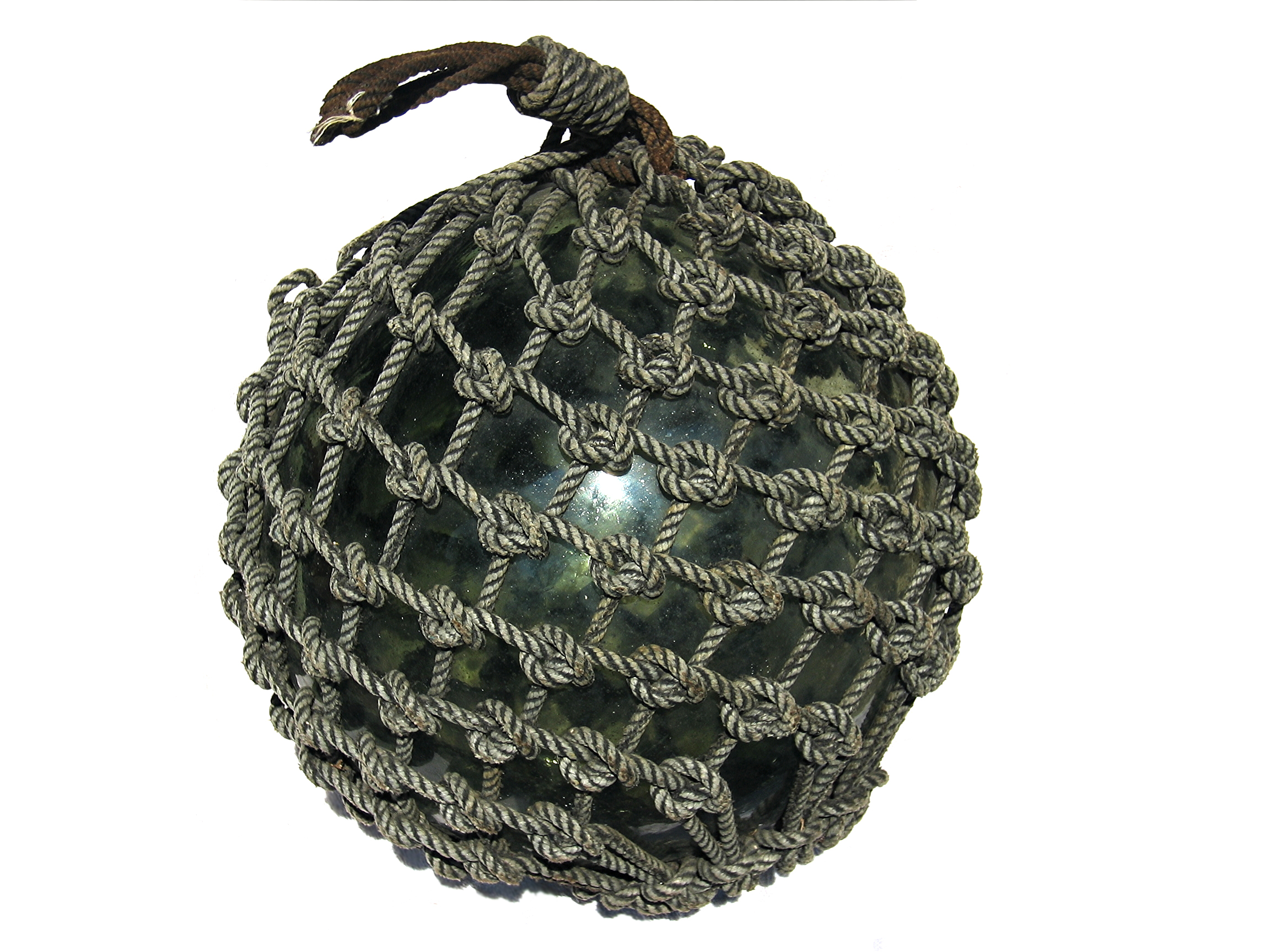
Flotteur de pêche
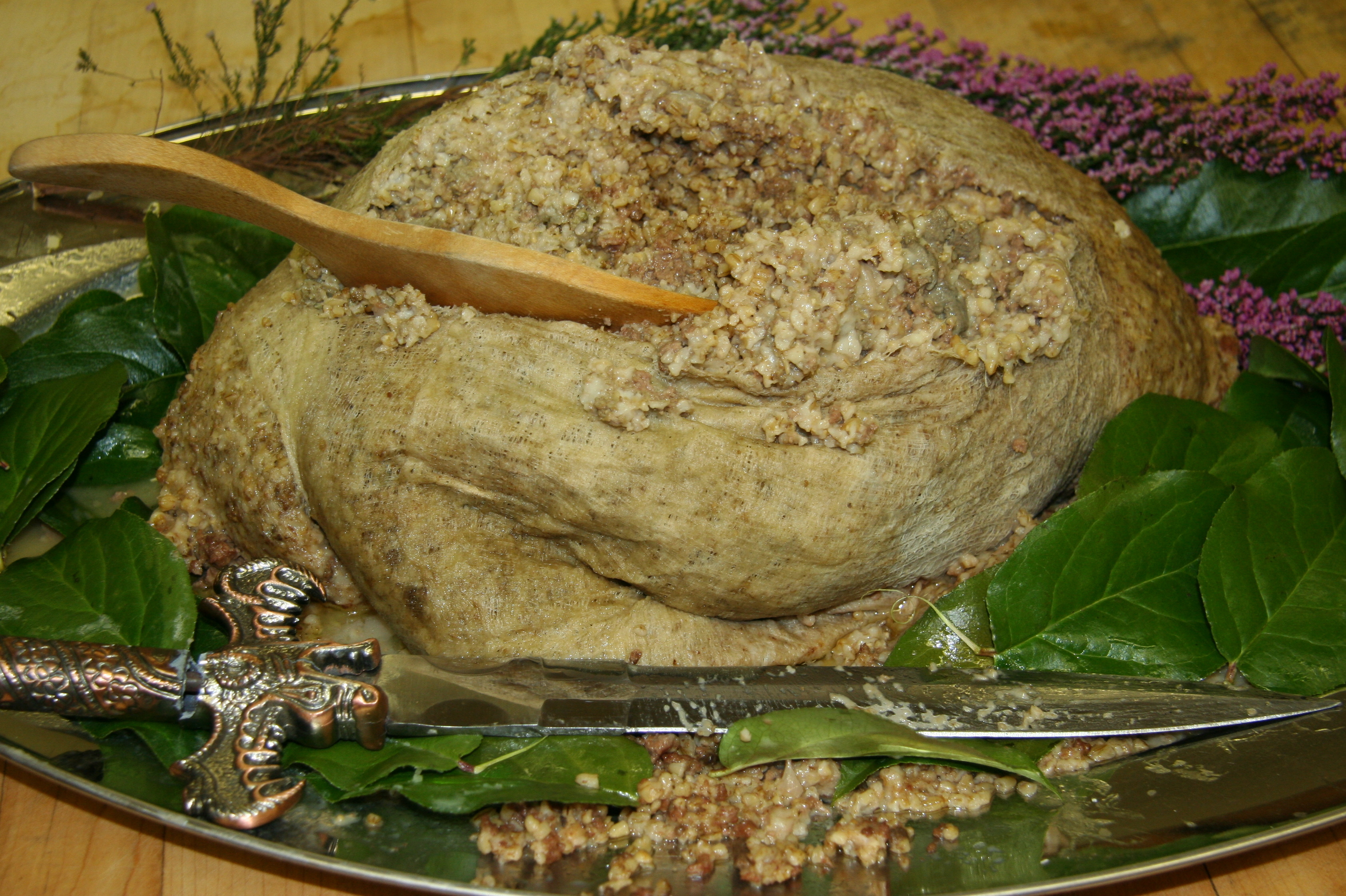
Haggis